# الثأر (فلم 2022)
الثأر (بالإنجليزية: Vengeance) هو فيلم كوميدي أمريكي لعام 2022، من سيناريو وإخراج بي جيه نوفاك، تم عرضه لأول مرة في العالم في مهرجان تريبيكا في 12 يونيو 2022، وتم إصداره في الولايات المتحدة في 29 يوليو 2022.

## روابط خارجية
- مقالات تستعمل روابط فنية بلا صلة مع ويكي بيانات